# Yoshio Tabata
Yoshio Tabata (田端義夫, Tabata Yoshio), né le 1er janvier 1919 à Matsusaka dans la préfecture de Mie – décédé le 25 avril 2013 à Tokyo, est un compositeur, guitariste électrique et chanteur des genres ryūkōka et enka de la musique populaire japonaise. Sa première chanson Shima no Funauta (島の舟唄) paraît en 1939. Avec l'enka-shi de Haruo Oka en 1939, son apparition a un important impact sur le genre ryūkōka de cette époque car celui-ci est principalement interprété par des chanteurs de musique classique tels qu'Ichirō Fujiyama et Noriko Awaya.

## Discographie partielle
- 1939 : Shima no Funauta (島の舟唄?)
- 1941 : Ume to Heitai (梅と兵隊?)
- 1962 : Shima Sodachi (島育ち?)
- 1975 : Jūku no Haru (十九の春?)
- 1994 : Shōwa San Dai ki (昭和三代記?)
- 1998 : Hyaku-nen no Ai (百年の愛?) (chanson en hommage à Tarō Shōji né en 1898)
- 2001 : Tabi no Owari ni Kiku Uta wa (旅の終わりに聞く歌は?)
- Notices d'autorité :   - VIAF
  - Japon

## Source de la traduction
- (en) Cet article est partiellement ou en totalité issu de l’article de Wikipédia en anglais intitulé « Yoshio Tabata » (voir la liste des auteurs).